# 九龍城碼頭

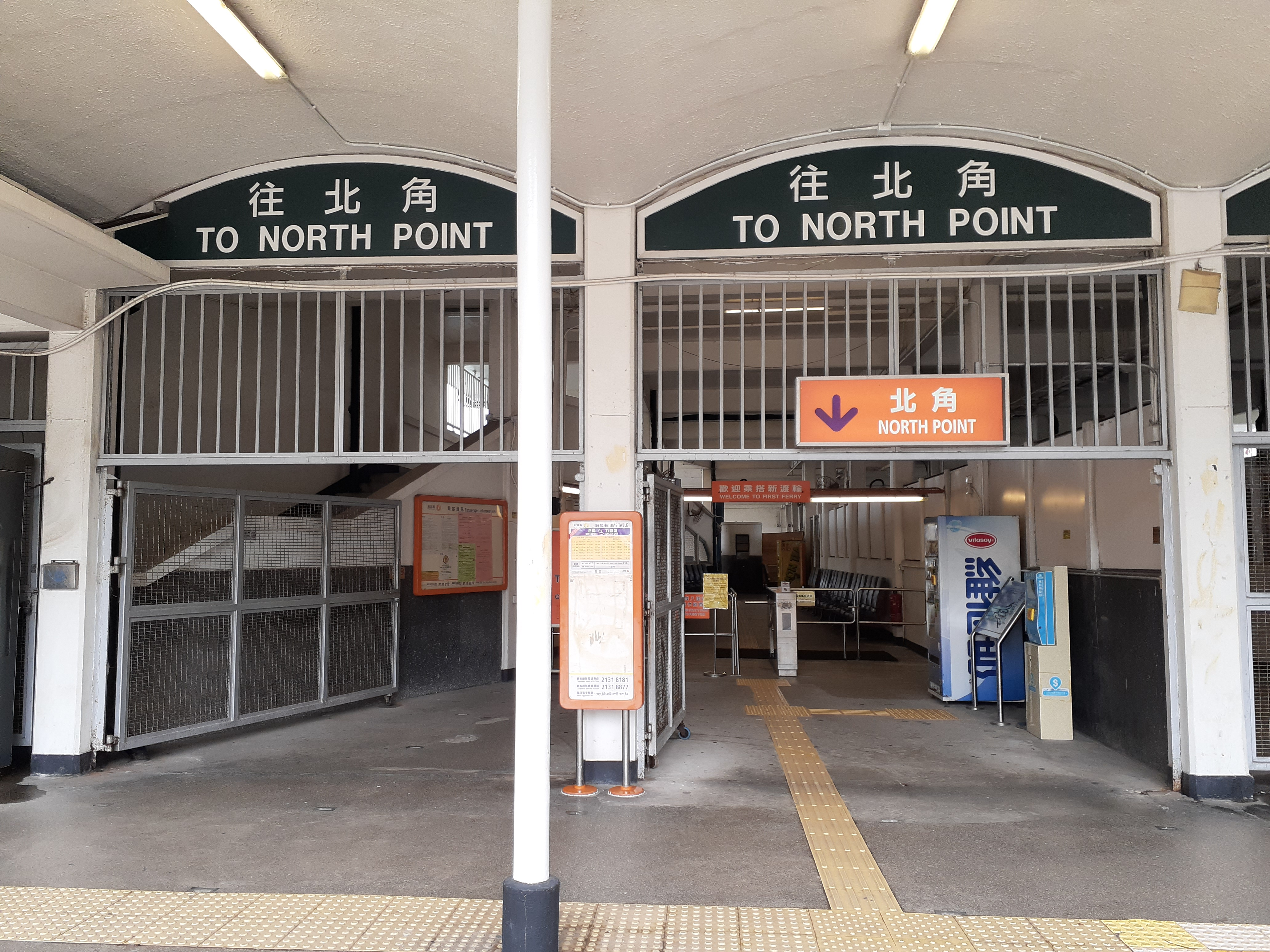
碼頭入口的拱形設計

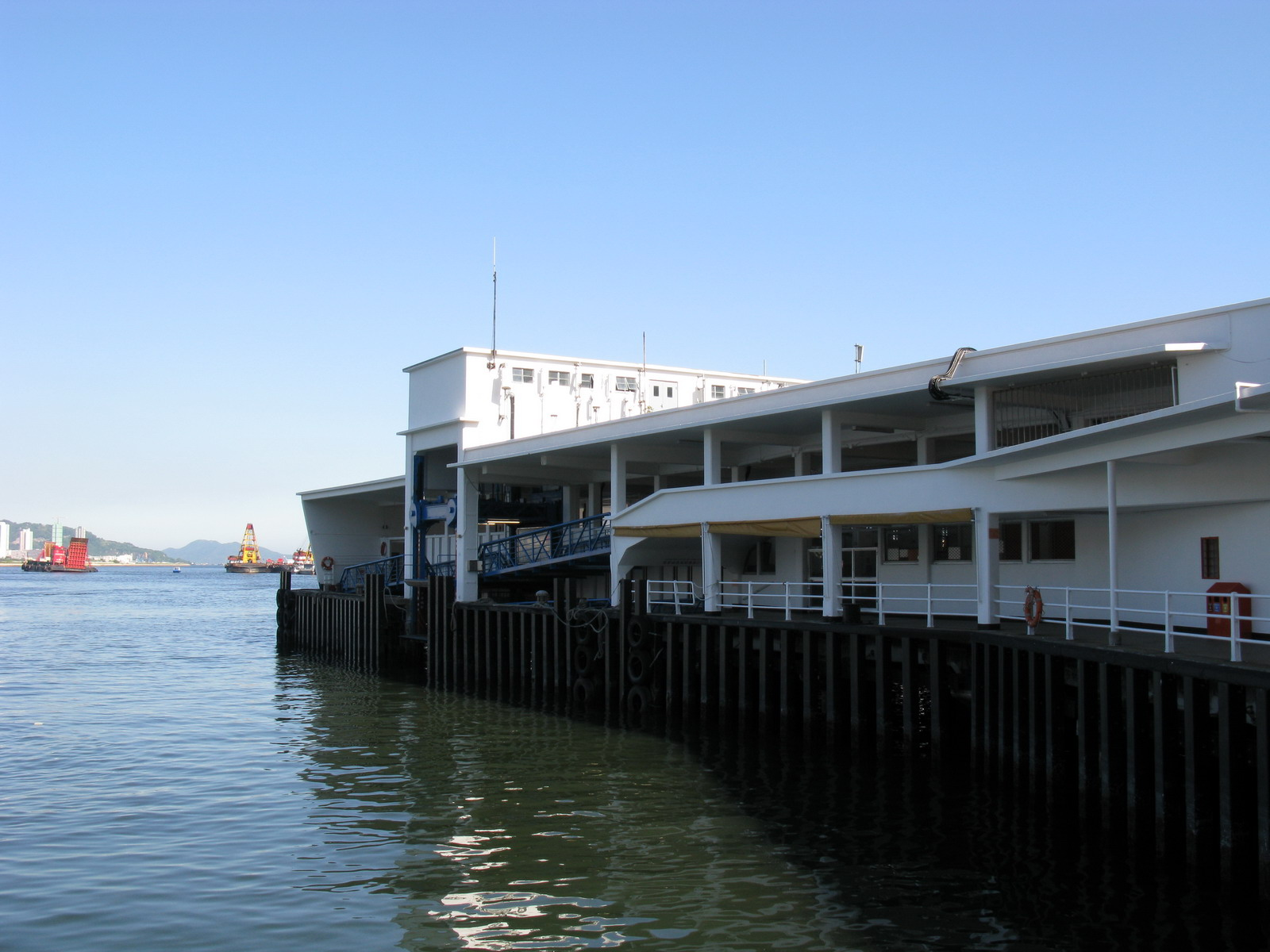
翻新後的九龍城碼頭

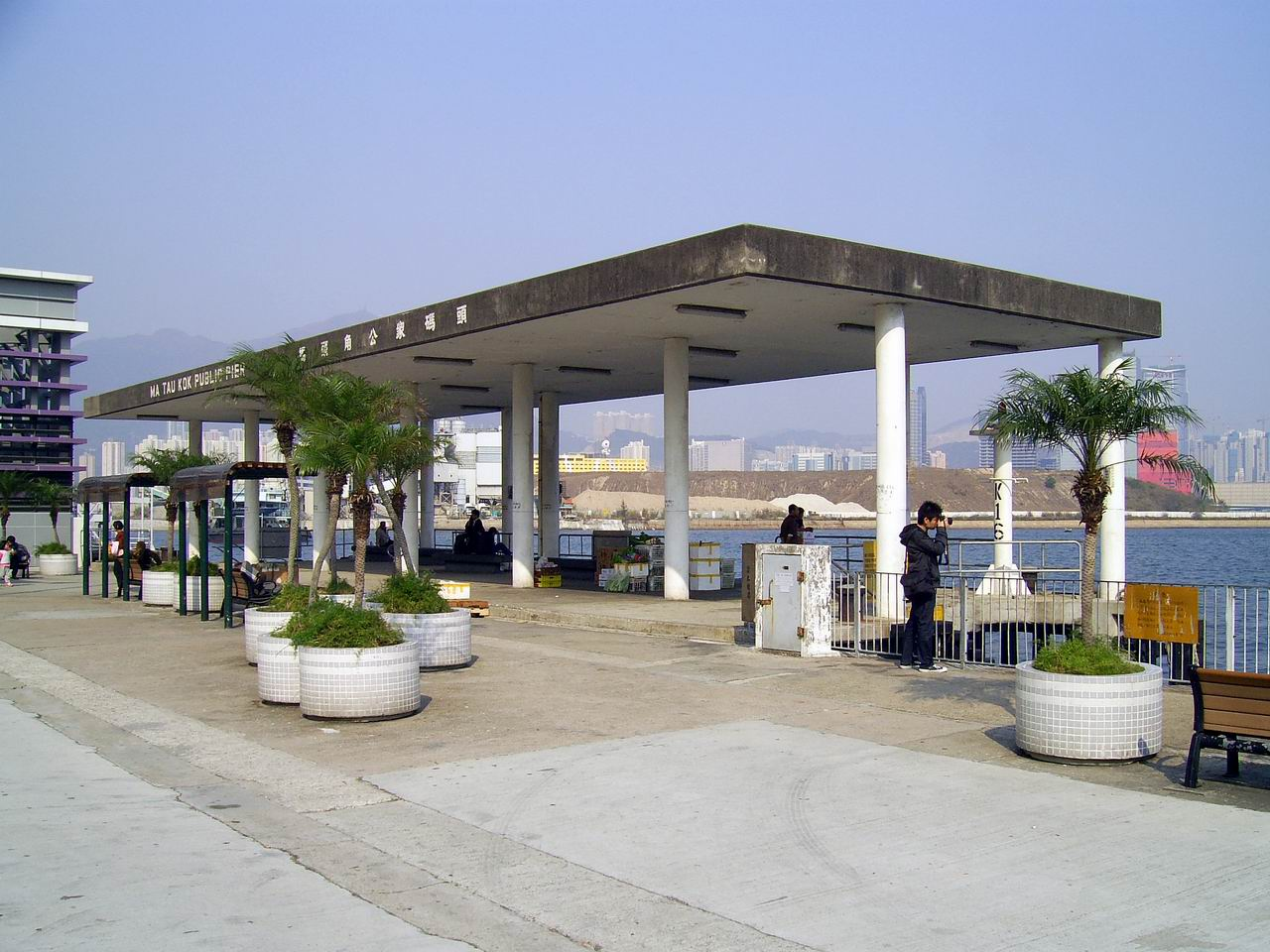
毗鄰的馬頭角公眾碼頭

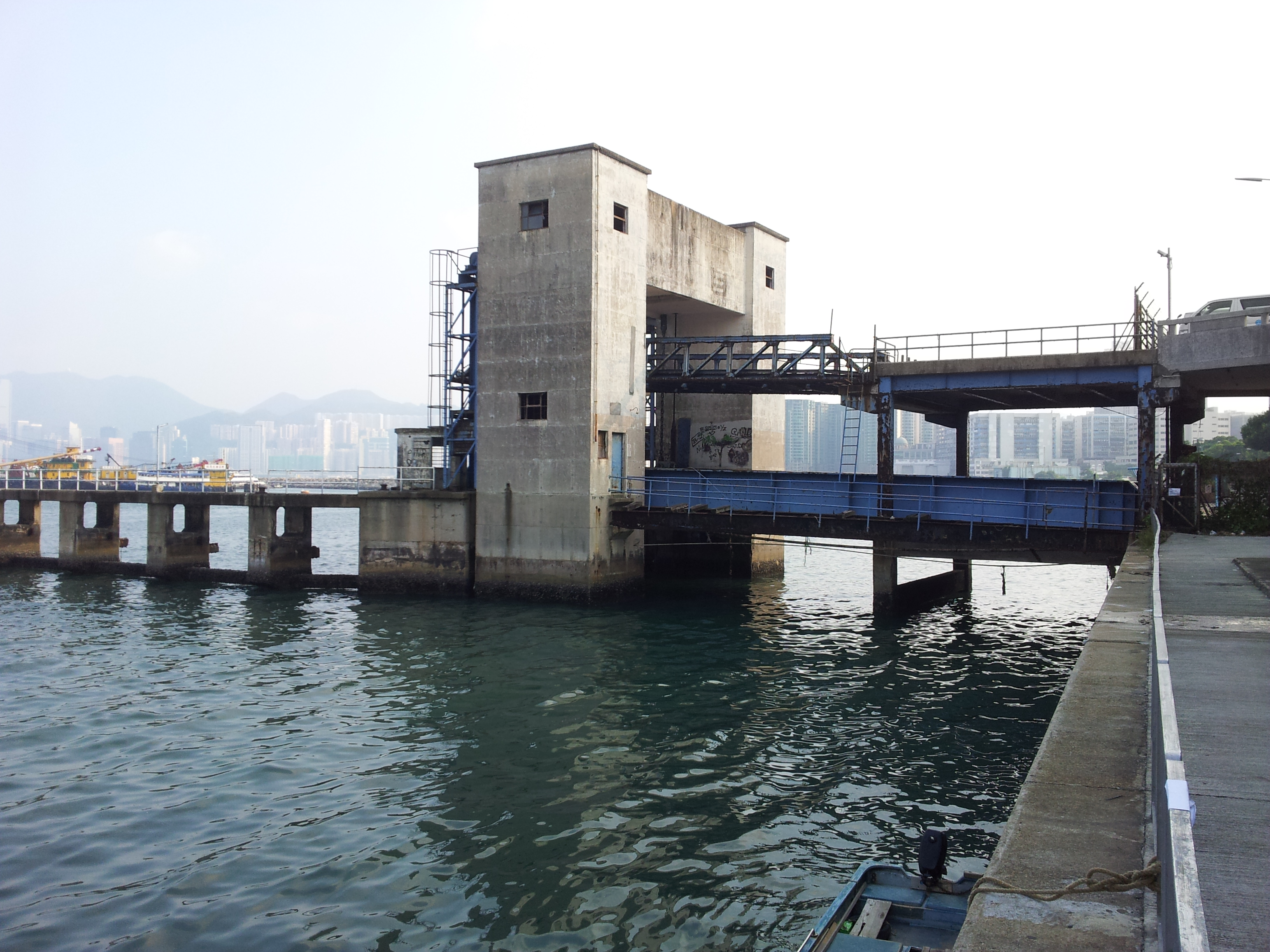
廢棄的汽車渡輪碼頭

九龍城碼頭，全稱九龍城渡輪碼頭（英語：Kowloon City Ferry Pier），是位於香港九龍九龍城區馬頭角的一個渡海小輪碼頭，望向啟德跑道發展區一帶。碼頭於1956年啟用，也是戰後香港首個落成的永久碼頭。九龍城碼頭旁邊有一個名為「馬頭角公眾碼頭」的公眾碼頭。

## 地名争议
值得留意的是，雖然名為「九龍城碼頭」，但是由於啟德機場擴建而不斷填海之下，海岸線被外移，此碼頭與真正的九龍城相距甚遠。

## 歷史

### 第一代九龍城碼頭
九龍灣北岸在1920年代完成啟德濱首期填海工程後，香港政府於1928年在原本龍津石橋的南端，沿北131度向海續建一段長60米的新碼頭，並命名為「九龍城碼頭」，给香港的蒸汽小輪使用。後隨著啟德機場發展填海而湮沒。

### 第二代九龍城碼頭
現時位於馬頭角的九龍城碼頭於1956年落成啟用，首班渡輪航線於當年7月3日下午6時開出往灣仔（航線1967年6月24日停辦），至今碼頭已經有60多年歷史，是香港戰後建成的第一個永久渡輪碼頭。九龍城碼頭曾經開辦多條航線，包括九龍城至灣仔、九龍城至北角、九龍城至東平洲、九龍城至太古城（後來改往西灣河），以及九龍城至北角汽車渡輪（於1965年開辦，但於1972年紅磡海底隧道開通後一度停辦，其後復辦，直至1998年1月停辦至今）等。

## 建築
九龍城碼頭採用現代主義建築風格，根據長方形的圖則，附上棱角和圓邊的特徵；而物料主要是木樁承托上方的混凝土。碼頭於2014年9月16日被古物諮詢委員會列為香港二級歷史建築。

## 現況
目前九龍城碼頭只有一條往來北角的渡輪航線行走，由新渡輪經營 ，每天07:05至19:35提供服務，每隔半小時一班。由於收費設施設於北角碼頭，乘客無論是往北角方向還是往九龍城方向都需要在北角碼頭以港幣或八達通繳付船費。
汽車渡輪設施在渡輪服務停辦後曾為停車場，因興建中九龍幹線而被政府收回作臨時私家車及旅遊巴士泊車位，以安置作中九龍幹線工地的新碼頭街的私家車及旅遊巴士泊車位。

## 未來發展
興建中的中九龍幹線以隧道形式在九龍城碼頭旁廣場及附近海床下通過，施工期間須分階段封閉九龍城碼頭巴士總站部分土地進行大規模挖掘，以及在碼頭以北海面進行臨時填海以便興建海床下的明挖回填式隧道。馬頭角公眾碼頭須拆卸以配合施工。工程完成後海面將會還原。

## 交通
九龍城碼頭巴士總站位於碼頭旁，鄰近翔龍灣。

## 鄰近地標
- 翔龍灣
- 偉恆昌新邨
- 港圖灣
- 美華工業大廈
- 幸福工業大廈
- 明倫街唐樓區
- 十三街唐樓區
- 牛棚藝術村

## 外部連結
- 九龍城碼頭地圖 （页面存档备份，存于）
- 新渡輪 （页面存档备份，存于）